# Велоспорт на літніх Олімпійських іграх 2024 — BMX-фрістайл (чоловіки)
Змагання з BMX-фрістайлу серед чоловіків на літніх Олімпійських іграх 2024 відбулися 30 і 31 липня на Площі Згоди. Змагалися 12 велогонщиків з 11 країн.

## Розклад
Змагання відбулися в два дні поспіль.
| H | Попередні заїзди | ¼ | Чвертьфінали | LC | Гонка останнього шансу | ½ | Півфінали | Ф | Фінал |

| Дисципліна↓/Дата →      | Суб 27 | Нед 28 | Пон 29 | Вів 30 | Сер 31 | Чет 1 | Чет 1 | П'ят 2 | П'ят 2 | Суб 3 | Нед 4 |
| ----------------------- | ------ | ------ | ------ | ------ | ------ | ----- | ----- | ------ | ------ | ----- | ----- |
| BMX-фрістайл            |        |        |        |        |        |       |       |        |        |       |       |
| BMX-фрістайл (чоловіки) |        |        |        | П      | Ф      |       |       |        |        |       |       |

## Результати

### Посівний раунд
Перші дев'ять велогонщиків виходять до фіналу. Посівний раунд визначає порядок виступів у фіналі. Найкращий у посівному раунді виступає останнім у фіналі.
| Місце | Велогонщик       | Країна                | Заїзд 1 | Заїзд 2 | Середня оцінка | Нотатки |
| ----- | ---------------- | --------------------- | ------- | ------- | -------------- | ------- |
| 1     | Кіран Рейллі     | Велика Британія (GBR) | 91.68   | 90.75   | 91.21          | Q       |
| 2     | Маркус Крістофер | США (USA)             | 90.10   | 88.87   | 89.48          | Q       |
| 3     | Лоґан Мартін     | Австралія (AUS)       | 88.56   | 90.22   | 89.39          | Q       |
| 4     | Джастін Дауелл   | США (USA)             | 88.40   | 89.74   | 89.07          | Q       |
| 5     | Антоні Жанжан    | Франція (FRA)         | 87.22   | 87.94   | 87.58          | Q       |
| 6     | Рім Накамура     | Японія (JPN)          | 87.20   | 86.87   | 87.03          | Q       |
| 7     | Хосе Торрес Хіль | Аргентина (ARG)       | 86.24   | 87.08   | 86.66          | Q       |
| 8     | Густаво Олівейра | Бразилія (BRA)        | 85.51   | 86.07   | 85.79          | Q       |
| 9     | Ернестс Жеболдс  | Латвія (LAT)          | 84.60   | 85.29   | 84.94          | Q       |
| 10    | Джеффрі Вейлі    | Канада (CAN)          | 76.20   | 80.83   | 78.51          |         |
| 11    | Марін Рантеш     | Хорватія (CRO)        | 85.19   | 67.40   | 76.29          |         |
| 12    | Вінсент Лейґоні  | ПАР (RSA)             | 73.20   | 78.50   | 75.85          |         |

### Фінал
| Місце | Велогонщик       | Країна                | Заїзд 1 | Заїзд 2 | Краща спроба | Нотатки |
| ----- | ---------------- | --------------------- | ------- | ------- | ------------ | ------- |
| 1     | Хосе Торрес      | Аргентина (ARG)       | 94.82   | 92.12   | 94.82        |         |
| 2     | Кіран Рейллі     | Велика Британія (GBR) | 93.70   | 93.91   | 93.91        |         |
| 3     | Антоні Жанжан    | Франція (FRA)         | 3.22    | 93.76   | 93.76        |         |
| 4     | Маркус Крістофер | США (USA)             | 29.40   | 93.11   | 93.11        |         |
| 5     | Рім Накамура     | Японія (JPN)          | 90.35   | 90.89   | 90.89        |         |
| 6     | Густаво Олівейра | Бразилія (BRA)        | 90.20   | 88.88   | 90.20        |         |
| 7     | Джастін Дауелл   | США (USA)             | 88.35   | 54.60   | 88.35        |         |
| 8     | Ернестс Жеболдс  | Латвія (LAT)          | 86.04   | 87.14   | 87.14        |         |
| 9     | Лоґан Мартін     | Австралія (AUS)       | 64.40   | 33.40   | 64.40        |         |